# György Herczeg
György Herczeg (* 8. August 2004) ist ein ungarischer Leichtathlet, der sich auf den Speerwurf spezialisiert hat. Er ist aktuell Inhaber des U20-Europarekordes und des Landesrekordes in dieser Disziplin.

## Sportliche Laufbahn
Erste internationale Erfahrungen sammelte György Herczeg im Jahr 2021, als er bei den U20-Europameisterschaften in Tallinn mit einer Weite von 67,91 min den neunten Platz im Speerwurf belegte. Im Jahr darauf gelangte er bei den U20-Weltmeisterschaften in Cali mit 67,22 m auf Rang zehn und im Juli 2023 siegte er mit 84,98 m bei den Austrian Open Eisenstadt und stellte damit einen neuen Landesrekord sowie einen U20-Europarekord auf und löste damit den Letten Zigismunds Sirmais als Rekordhalter ab. Anschließend siegte er mit 79,45 m bei den U20-Europameisterschaften in Jerusalem und schied dann bei den Weltmeisterschaften in Budapest mit 76,18 m in der Qualifikationsrunde aus. Im Jahr darauf verpasste er bei den Europameisterschaften in Rom mit 65,00 m den Finaleinzug, wie auch bei den U23-Europameisterschaften 2025 in Bergen mit 69,52 m. Kurz darauf schied er auch bei den World University Games in Bochum mit 65,96 m in der Vorrunde aus.
2023 wurde Herczeg ungarischer Meister im Speerwurf.